# Rhopalochernes titschacki
Rhopalochernes titschacki är en spindeldjursart som beskrevs av Beier 1955. Rhopalochernes titschacki ingår i släktet Rhopalochernes och familjen blindklokrypare. Inga underarter finns listade i Catalogue of Life.